# 우주인 무무
《우주인 무무》(일본어: 宇宙人ムームー 우추진 무무[*])는 미야시타 히로키가 지은 일본의 만화다. 《영 킹 아워스》(쇼넨가호샤)에서 2019년 6월호에 단편을 게재한 후, 같은 해 8월호부터 연재 중이다. '슈퍼 스펙터클×가전 이것저것×냥코미디'를 표방하며 고양이형 외계인과 여대생의 동거생활을 그리는 SF 코미디이다.

## 줄거리
먼 우주로부터 지구에 온 고양이형 외계인 무무는, 모성(母星)의 문명을 재흥하기 위한 단서로서 가전 기술을 배울 수 있도록, 도쿄도 마치다시에 사는 여대생 우메야시키 사쿠라코의 아파트에 우주선으로 충돌해, 그대로 얹혀살기 생활을 시작한다. 사쿠라코의 평범한 일상은 무무의 기행으로 일변해, 가전을 축으로 한 소동이 차례차례로 일어난다.

## 등장인물
우메야시키 사쿠라코(梅屋敷桜子)
성우 - 하루미 모모
이시카와현 출신의 대학생.
무무(ムームー)
성우 - 코자쿠라 에츠코
고양이형의 외계인. 사쿠라코의 집에 눌러앉았다.
데지마루(デシマル)
성우 - 카세 야스유키
무무의 동포로 지구인을 적대시.
츠루미 아키히로(鶴見アキヒロ)
성우 - 카지와라 가쿠토
사쿠라코와 같은 대학의 학생.
사메즈 미와(鮫洲美輪)
성우 - 히비 유리코
SNS 영상을 추구하는 육식계 여성.
텐쿠바시 와타루(天空橋わたる)
성우 - 키우치 히데노부
써클 '인류 재생 연구회'(구·가전 연구회)의 부장.
로쿠고 타모츠(六郷保)
성우 - 쿠마가이 켄타로
같은 써클의 부원.
카게츠 소노코(花月園子)
성우 - 후지이 유키요
미스콘 우승 경험을 가진 여학생.
시베리아(シベリア)
성우 - 타카하시 카린
외계인 팀의 정보 담당.
아나모리 준이치로(穴守順一郎)
성우 - 코니시 카츠유키
경시청 경비국 공안부 특무과의 에이전트.

## 서지 정보
- 미야시타 히로키 《우주인 무무》 쇼넨가호샤 〈YK 코믹스〉, 기간 8권(2025년 4월 30일 현재)

## TV 애니메이션
2025년 4월부터 TOKYO MX 등에서 방송 중이다.

### 스태프
- 원작 - 미야시타 히로키
- 감독 - 타카하시 토모야
- 시리즈 구성 - 오오치 케이이치로
- 캐릭터 디자인 - 오오타 켄지
- 우주인 디자인 - 호타츠 메구미
- 가전 감수 - 후지야마 테츠히토
- 미술 감독 - Scott MacDonald
- 미술 설정 - 타카하시 마호
- 색채 설계 - 야마모토 마키, 카츠타 료타
- 촬영 감독 - 유키와키 타츠미
- CG 디렉터 - 이토 유스케
- 편집 - 진구지 유미
- 음향 감독 - 고다 호즈미
- 음악 - 쿠리코더 콰르텟
- 음악 제작 - 포니 캐년
- 프로듀서 - 야마모토 쿄카, 오오쿠보 케이
- 제작총괄 - 이노우에 타카시
- 애니메이션 제작 - OLM
- 제작 - 도큐대학 인류재생 연구회(포니 캐년, OLM)

### 주제가
신기한 너(ふしぎなきみ)
사바시스터에 의한 제1쿨 오프닝 테마. 작사·작곡은 나치.
잘 있어, 인류(さよなら人類)
사쿠라코(하루미 모모) & 무무(코자쿠라 에츠코)에 의한 제1쿨 엔딩 테마. 작사는 야나기하라 요이치로, 작곡은 야나기하라 요이치로, 치쿠 토시아키, 이시카와 코지, 타키모토 코지, 편곡은 쿠리코더 콰르텟.
MOVE MOVE
a코에 의한 제2쿨 오프닝 테마. 작사·작곡은 a코, 편곡은 나카무라 에이지.
멋진 나날(すばらしい日々)
사쿠라코(하루미 모모) & 무무(코자쿠라 에츠코)에 의한 제2쿨 엔딩 테마. 작사·작곡은 오쿠다 타미오, 편곡은 쿠리코더 콰르텟.

### 에피소드 목록
| 화수   | 제목                                              | 각본              | 그림 콘티         | 연출              | 작화 감독                                                                                 | 총작화 감독   | 방송일          |
| ------ | ------------------------------------------------- | ----------------- | ----------------- | ----------------- | ----------------------------------------------------------------------------------------- | ------------- | --------------- |
| 제1화  | ムームーと電子レンジ 무무와 전자레인지            | 오오치 케이이치로 | 타카하시 토모야   | 타카하시 유우     | 요시다 미치코 토요타 마리                                                                 | 오오타 켄지   | 2025년 4월 10일 |
| 제2화  | ムームーと掃除機 무무와 청소기                    | 오오치 케이이치로 | 타카하시 유우     | 후지타 켄타로     | 카토 소 Fusion Studio                                                                     | 오오타 켄지   | 4월 17일        |
| 제3화  | ムームーと自動ドア 무무와 자동문                  | 코바야시 유지     | 카와이시 테츠야   | 사도하라 타케유키 | 이가라시 유카 스기야마 나오키 Fusion Studio                                               | 미시마 치에   | 4월 24일        |
| 제4화  | 天空橋とワイヤレス送電 텐쿠바시와 와이어리스 송전 | 야마다 유카       | 후쿠시마 히로유키 | 쿠사카베 유키     | 야마모토 케이코 한승희 안자이 요시에 타케우치 아키라 蕭宇庭                               | 오오타 켄지   | 5월 1일         |
| 제5화  | ムームーとエアコン 무무와 에어컨                  | 코노 타카미츠     | 이케다 시게타카   | 이기섭            | 호소야마 마사키 Jumondou Seoul Jumondou Wuxi                                              | -             | 5월 8일         |
| 제6화  | ムームーと炊飯器 무무와 전기밥솥                  | 오오치 케이이치로 | 타카하시 유우     | 타카하시 유우     | 요시다 미치코 토요타 마리                                                                 | 오오타 켄지   | 5월 15일        |
| 제7화  | 鮫洲と体温計 사메즈와 체온계                      | 오오치 케이이치로 | 이와사키 토모코   | 시미즈 아키라     | 마스이 잇페이 한승희 蕭宇庭 杜林桂                                                        | 오오타 켄지   | 5월 22일        |
| 제8화  | ムームーとコンセント 무무와 콘센트                | 야마다 유카       | 이케다 시게타카   | 후지타 켄타로     | 모토히로 카즈에 쿠라우치 유시로 사쿠라이 타쿠로 나카노 아키코                             | -             | 5월 29일        |
| 제9화  | ムームーとテレビ 무무와 TV                        | 코바야시 유지     | 후쿠시마 히로유키 | 엔도 료헤이       | 김정남 사모에도 모리 에츠히토 仲金 季亜晨 김정우 박송화                                   | -             | 6월 5일         |
| 제10화 | ムームーとカメラ 무무와 카메라                    | 코노 타카미츠     | 후쿠시마 히로유키 | 타카하시 시게하루 | 홍인수 김경호 김경근 민현석 오승훈 이관우 김숙희                                          | 오오타 켄지   | 6월 12일        |
| 제11화 | ムームーと空気清浄機 무무와 공기청청기            | 야마다 유카       | 타카하시 시게하루 | 김원회            | 劉沂                                                                                      | 요시다 미치코 | 6월 19일        |
| 제12화 | ムームーと乾電池 무무와 건전지                    | 코바야시 유지     | 이와사키 토모코   | 쿠사카베 유키     | 신성민 박재석 한승진 조미정 김봉덕                                                        | -             | 6월 26일        |
| 제13화 | 桜子と文化祭 사쿠라코와 문화제                    | 오오치 케이이치로 | 후카자와 코지     | 후카자와 코지     | 카토 소                                                                                   | 미시마 치에   | 7월 3일         |
| 제14화 | 穴守とGPS 아나모리와 GPS                          | 코노 타카미츠     | 사사키 타다요시   | 사사키 타다요시   | 박순옥 허재영 김정우                                                                      | 오오타 켄지   | 7월 10일        |
| 제15화 | ムームーと光合成 무무와 광합성                    | 야마다 유카       | 타카하시 시게하루 | 엔도 료헤이       | 김정남 사모에도 모리 에츠히토 Kennedy Freeman Federico Iglesias 김정우 박지윤 조은경 仲金 | 요시다 미치코 | 7월 17일        |
| 제16화 | ムームーとアクションカメラ 무무와 액션카메라      | 코바야시 유지     | 시미즈 사토시     | 후지타 켄타로     | 코바야시 아케미 모토히로 카즈에 쿠라우치 유시로 사쿠라이 타쿠로 빛의 정원 애니메이션      | -             | 7월 24일        |
| 제17화 | ムームーと冷蔵庫 무무와 냉장고                    | 오오치 케이이치로 | 코타키 레이       | 타카하시 시게하루 | 고유일 김봉덕 박재석 조주선 한승진                                                        | 요시다 미치코 | 7월 31일        |
| 제18화 | 六郷とEMS 로쿠고와 EMS                            | 코노 타카미츠     | 후지타 켄타로     | 나가이 유키       | 김경은 김경호 김민섭 이관우 홍인수                                                        | 오오타 켄지   | 8월 7일         |